# Велика мечеть Лімасола
Велика мечеть Лімасола, Кебір-Джамі — одна з найзначніших і найстаріших церков центру Лімасола. Розташована мечеть Кебір-Джамі в історичному центрі Лімассола, поблизу Лімасольського замку, на перетині вулиць Зік Зак (Zik Zak) та Genethliou Mitellla.

## Історія
Мечеть була побудована в 16 столітті на фундаменті старої християнської церкви і в даний час є найвідомішою мечеттю в Лімасолі, а також цінною пам'яткою, що свідчить про багату історію та змішану релігійну культуру острова Кіпр.
За мечеттю Джамі Кебір, з боку вулиці Genethliou Mitellla, можна бачити залишки старої християнської базиліки Середньовізантійського періоду, на місці якої була споруджена мечеть. Руїни церкви — дві п'ятикутні апсиди двоапсидної базиліки були виявлені під час розкопок каналізаційних блоків у 1993 році під мечеттю Джамі-Кебір. Точна дата побудови церкви ще не встановлена, але вона може належати, наблизитися до 8 століття нашої ери. Ексгумація останків єпископа 13 століття на північній стороні великої апсиди, уламки над підлогою, вказує на те, що церква була закинута вже в кінці 13 століття нашої ери. Середньовізантійська церква була побудована на руїнах ранішої святині, що відноситься до періоду раннього християнства 5-7 століття н. е. До цього періоду відносяться: основна частина південної апсиди, нижня частина північної апсиди та перевернутий напис. У південній апсиді знаходилися частини кам'яного саркофага, що вказує на те, що дана частина церкви використовувалася як могильна каплиця, ймовірно, присвячена місцевому святому (Святий Тихік чи Немезій? / Saint Tychikos or Nemesios?). В інтер'єрі північної апсиди знаходиться триступінчаста лава синтрон, що імітує особливість, характерну для ранньохристиянського періоду. Монета Костянтина Великого (324—325 рр. н. е.) та кераміка, датована 7-м століттям, були знайдені у різних рівнях під час розкопок. Гіпсова підлога, що датується серединою 15 століття, покривав синтронон середнього візантійського періоду. Це єдиний доказ будь-якої реконструкції, зробленої на цьому пам'ятнику латинськими епіскопами Лімасола.
У 1491 році руйнівний землетрус перетворив собор на руїни. Османські турки після конгрегації острова використали основну частину структури для зведення своєї святині та використовували її у релігійних обрядах (1540—1583). Найбільш ранні відомості про неї зроблено мандрівником Вілламоном (1583), який повідомляє, що він бачив мечеть, побудовану таким же чином, як християнська церква.
Мечеть зберігала цю особливість протягом усього періоду імперії Османів (1570—1876). Вона була сильно пошкоджена під час повені 1894 і відновлена до нинішнього стану в 1906 році. У перші кілька років британського правління було проведено великомасштабну реставрацію мечеті, додано кілька прибудов.
Наразі мечеть стоїть закинута.

## Галерея

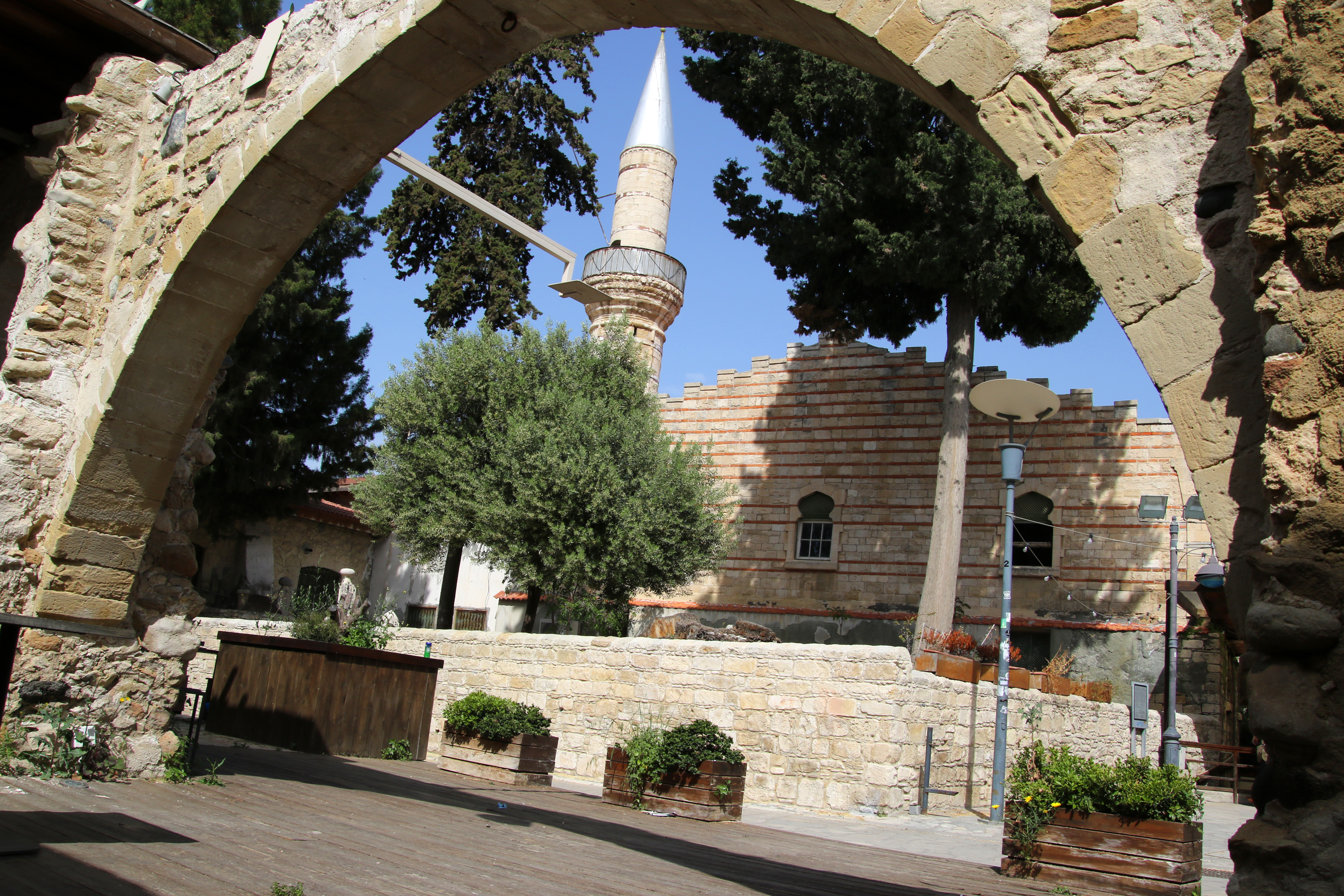
Вид через арку
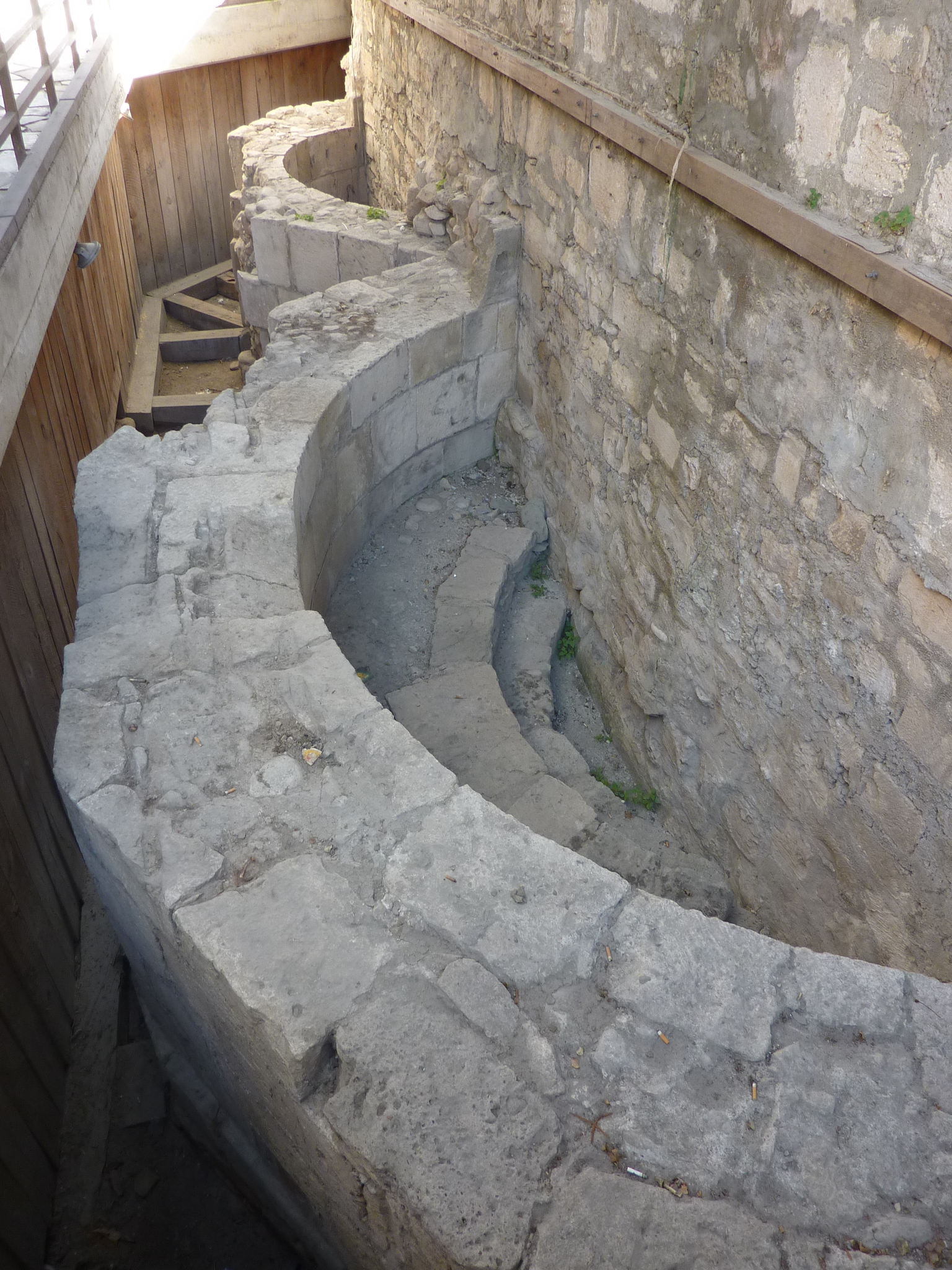
Залишки візантійської церкви
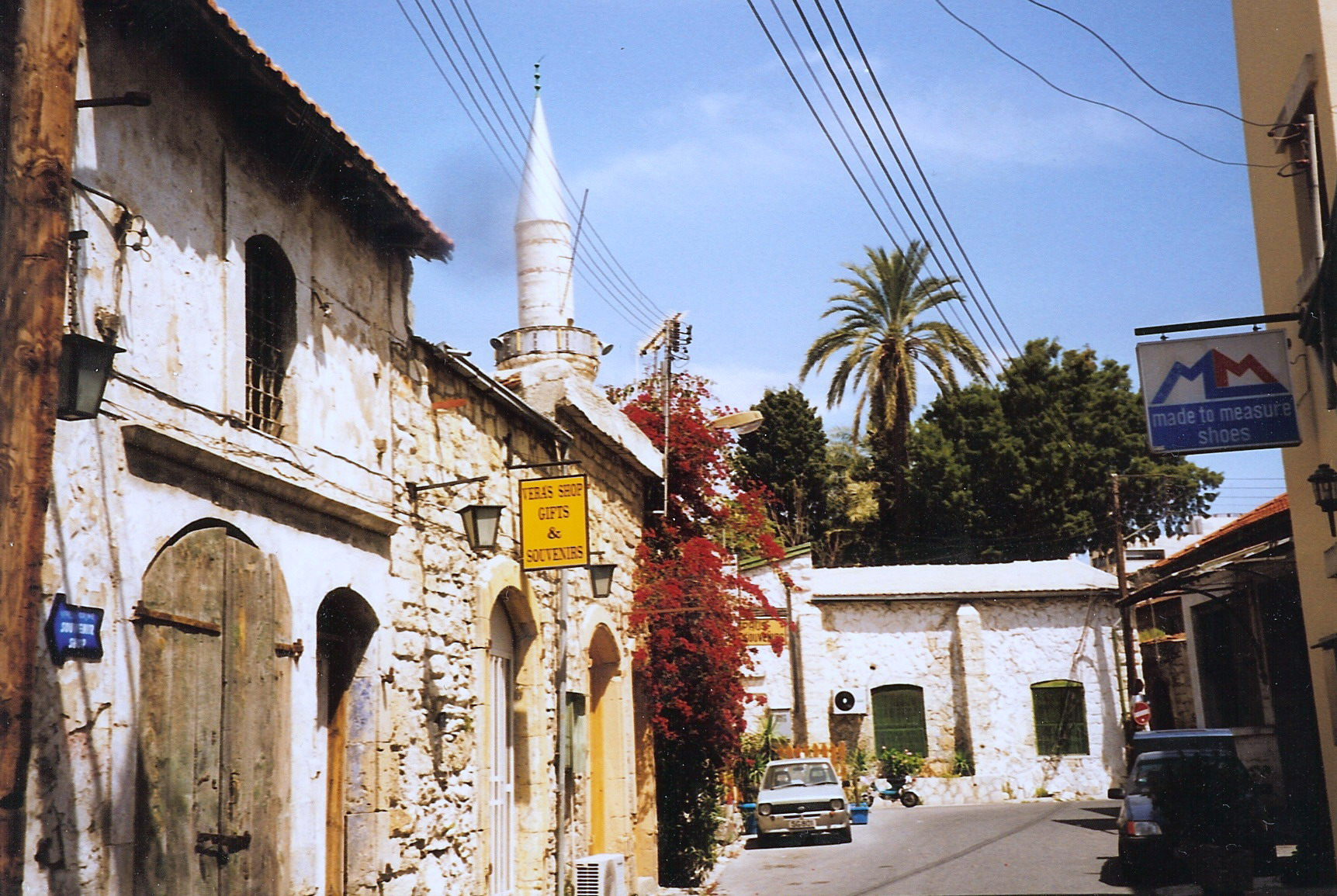
Вид з вулиці
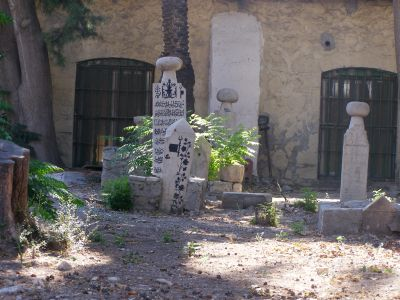
Цвинтар
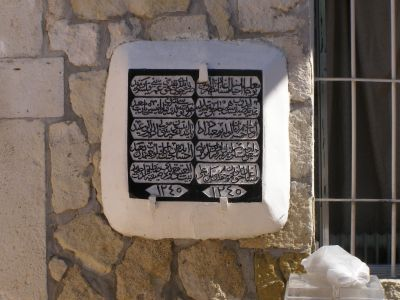
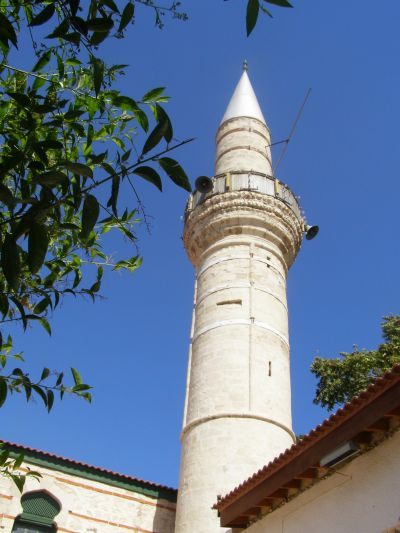
Мінарет